# Ибадуллаев, Худен
Худен Ибадуллаев (1882 — ?) — звеньевой колхоза имени Тельмана (находился в Ильялинском районе Ташаузской области). Герой Социалистического Труда (1951).

## Биография
Родился в 1882 году в Хивинском ханстве (ныне — Дашогузский велаят, Туркмения). По национальности туркмен.
С детства работал в области сельского хозяйства, а после начала коллективизации начал работать звеньевым в колхозе имени Тельмана, который находился в Ильялинском районе
По результатам сбора урожая звено во главе которого находился Хулден Ибадуллаев собрало по 66,4 центнера хлопка с гектара на общей прощали 8,5 гектаров. 30 июля 1951 года указом Президиума Верховного Совета СССР Хулдену Ибадуллаеву "а получение высоких урожаев хлопка в 1950 году на поливных землях " было присвоено звание Героя Социалистического Труда, а так же были вручены Золотая медаль «Серп и Молот» и Орден Ленина.
Сведения о дальнейшей судьбе отсутствуют.

## Награды
Худен Ибадуллаев был удостоен следующих наград:
- Звание Герой Социалистического Труда (30 июля 1951);

- Медаль «Серп и Молот» (30 июля 1951 — № 6925);
- Орден Ленина (30 июля 1951 — № 187357);

- Медаль «За трудовую доблесть» (30 июня 1950);
- также ряд прочих медалей.